# Dioscorea divaricata
Dioscorea divaricata là một loài thực vật có hoa trong họ Dioscoreaceae. Loài này được Blanco mô tả khoa học đầu tiên năm 1837.